# LVF Bacchiglione - Tiziano
Az LVF Bacchiglione - Tiziano egy szerkocsis gőzmozdony sorozat volt az osztrák-magyar Lombardisch-venetianische Ferdinands-Bahn (LVF) magánvasút-társaságnál.
A nyolc mozdonyt Günther szállította 1847-ben az LVF-nek. A mozdonyok a BACCHIGLIONE, BRENTA, ADIGE, MINCIO, CABOTO, ORSEOLO, SANSOVINO és TIZIANO nevet kapták. Az SB ezek közül három mozdonyt besorolt mozdonyállományába a 7. sorozatba. 1867-ben a három mozdony a Strade Ferrate Alta Italia (SFAI) állományába került.

## Fordítás
- Ez a szócikk részben vagy egészben  a   LVF – Bacchiglione bis Tiziano című német Wikipédia-szócikk fordításán alapul.  Az eredeti cikk szerkesztőit annak laptörténete sorolja fel. Ez a jelzés csupán a megfogalmazás eredetét és a szerzői jogokat jelzi, nem szolgál a cikkben szereplő információk forrásmegjelöléseként. - Az eredeti szócikk forrásai szintén ott találhatóak.

## Külső hivatkozások
- A típus története számokban németül